# (6798) Couperin
(6798) Couperin ist ein Asteroid des Hauptgürtels, der am 14. Mai 1993 vom belgischen Astronomen Eric Walter Elst am La-Silla-Observatorium der Europäischen Südsternwarte (IAU-Code 809) entdeckt wurde.
Der Asteroid ist Mitglied der Koronis-Familie, einer Gruppe von Asteroiden, die nach (158) Koronis benannt ist.
(6798) Couperin wurde nach dem französischen Komponisten, Organisten und Violinisten Louis Couperin (1626–1661) benannt, der mehr als 130 Werke für Cembalo komponierte und großen Einfluss auf die Orgelmusik des 17. Jahrhunderts ausübte.